# الطاحونة المحترقة
«الطاحونة المحترقة» (بالإنجليزية: The Burning Mill) هي الحلقة الثالثة للموسم الثاني من مسلسل إتش بي أو التلفزيوني الدرامي الخيالي آل التنين. كُتبت الحلقة من قبل ديفيد هانكوك وإخراج جيتا باتيل، وتم بثها لأول مرة في 30 يونيو 2024. وتبلغ مدة الحلقة 66 دقيقة.
في الحلقة، يتصاعد الصراع بين عائلة آل براكن وآل بلاكوود إلى معركة الطاحونة المحترقة المميتة. يزور ديمون تارجارين هارِنهال ويؤمن الدعم لرينيرا من حاكم القلعة السير سيمون سترونج. في هذه الأثناء، تتسلل رينيرا، المتنكرة في زي راهبة، إلى كينجز لاندنج للقاء أليسنت سرًا.
قدمت حلقة «الطاحونة المحترقة» العديد من أعضاء طاقم التمثيل الجدد، بما في ذلك فريدي فوكس بدور السير جواين هايتاور، وغايل رانكين بدور آليس ريفرز، وسيمون روسل بيل بدور السير سيمون سترونج. في الولايات المتحدة، حققت الحلقة نسبة مشاهدة بلغت 1.1 مليون خلال ليلة عرضها الأولى على التلفزيون الخطي وحده. تلقت تعليقات إيجابية للغاية من النقاد، مع الثناء على الاتجاه، وتطوّر الشخصيات، ولم شمل أليسنت ورينيرا، ومشهد بيت الدعارة بين إيموند وإجون، وعودة ميلي آلكوك بدور رينيرا الشابة في رؤية ديمون، وأداءات الممثلين، ولا سيما إيما دارسي وأوليفيا كوك.
تمثل الحلقة الظهور الأخير لإليوت تيتنسور (إريك كارجِل) ولوك تيتنسور (آريك كارجِل).

## الحبكة

### معركة في أراضي النهر
في أراضي النهر، يتصاعد نزاع إقليمي بسيط إلى معركة دامية يذبح فيها آل براكن وآل بلاكوود بعضهما البعض. يتم حرق مطحنة.

### في كينجز لاندنج
تقول هيلينا إنها مسامحة أليسنت، وتتعاطف مع عامة الشعب الذين يفقدون أطفالهم أيضًا. يقترح كريستون خطة جريئة للاستيلاء على هارِنهال. يقوم بتنظيم حملة استكشافية، والتي ينضم إليها بشكل غير متوقع شقيق أليسنت، جواين هايتاور. قام إجون بتعيين لاريس بصفته سيد الهمسات، بعد أن أقنعه لاريس بعدم ركوب التنين والانضمام إلى كريستون. في بيت للدعارة، يدعي رجل أنه من بذور التنين والأخ غير الشقيق غير الشقيق للملك الراحل فيسيرس والأمير ديمون. عندما أحضر إجون وحاشيته مرافقًا جديدًا إلى بيت الدعارة ليفقد عذريته، واجه إيموند عاريًا هناك مع سيلفي وسخر منه؛ غادر إيموند بغضب.

### في هارِنهال
يصل ديمون، راكبًا التنين، إلى هارِنهال قبل أن يقتحمها السير كريستون ويضمن ولاء حاكم القلعة، السير سيمون سترونج، الذي يدين ابن أخيه اللورد لاريس. من خلال شجرة ويروود قديمة، يمر ديمون برؤية لرينيرا الشابة وهي تُخيط رأس جِهيرس مرة أخرى على جسده. يستيقظ فتتنبأ امرأة مجهولة تقف في مكان قريب منه بوفاته هناك.

### في دراجونستون وأراضي التاج
بعد دفن الأخوين كارجيل معًا. تقترح رينيس على رينيرا أنه قد يتم إقناع أليسنت بعدم الحرب. ترسل رينيرا أبنائها الأصغر سنًا، جوفري، وإجون، وفيسيرس، إلى العُش للحماية ولمواصلة سلالة آل تارجارين في حالة سقوط السود. راينا تارجيريان، التي ليس لديها تنين، سترافقهم. إنها تشعر بأن رتبتها أقل بسبب اضطرارها لرعاية الأطفال الصغار، لكنها تهدأ عندما يتم تكليفها براعية بيض التنين.
في طريقهم إلى هارِنهال، يتوجه جواين وعدد قليل من الجنود بتهور إلى قرية صغيرة بحثًا عن التسلية. يلاحقهم كريستون بغضب على ظهر الخيل. بايلا، التي تقوم بدوريات في المنطقة على ظهر موندانسر، ترصد الرجال الذين يهربون إلى الأشجار. قامت بإبلاغ مستشاري رينيرا بالأمر، الذين يقترحون الحرب باستخدام تنانينهم. كمكافأة لتحذيرها بشأن آريك كارِجل، تمنح رينيرا ميساريا مكانًا في مجلسها. تنصح ميساريا رينيرا بكيفية مقابلة أليسنت في كينجز لاندنج. رينيرا تنظر إلى مخطوطة صغيرة أرسلتها لها أليسنت.

### في كينجز لاندنج
تتسللت رينيرا إلى كينجز لاندنج على متن قارب صيد، متنكرة في زي راهبة؛ وحارسها الشخصي ينتظرها. تتحدث إلى أليسنت، الذي تدعي أن لا شيء سيحل الصراع أو يُبعد الحرب. تدرك رينيرا أن أليسنت قد أساءت فهم كلمات الملك فيسيرس المحتضر حول نبوءة أغنية الجليد والنار؛ لقد أخطأت أليسنت في أن ابنها إجون هو إجون الفاتح المتنبأ به.

## الإنتاج

### التصوير
الحلقة من إخراج جيتا فاسانت باتيل، مما يجعلها ثاني رصيد إخراجي لها، بعد حلفة «سيد المد والجزر». بصرف النظر عن مواقع الحياة الواقعية، تم التصوير أيضًا في مواقع مبنية حديثًا، بما في ذلك هارِنهال وميناء دريفتمارك، والتي صممها مصمم الإنتاج جيم كلاي. وصف كوندال الأخير بأنه أكبر مجموعة بناها كلاي على الإطلاق.:1:07–3:04; 16:56–18:10

### الكتابة
كتب حلقة «الطاحونة المحترقة» ديفيد هانكوك، وهي المرة الأولى له ككاتب للمسلسل. يشير اسم الحلقة إلى معركة الطاحونة المحترقة التي بدأت في افتتاحية الحلقة، وهي أول صراع مسلح في الحرب بين الخضر والسود.

### الطاقم
نجوم الحلقة مات سميث، إيما دارسي، أوليفيا كوك، ستيف توسان، إيف بيست، فابيان فرانكل، ماثيو نيدهام، سونويا ميزونو، توم غلين كارني، إيوان ميتشل، فيا سابان، هاري كوليت، بيثاني أنطونيا، فيبي كامبل، جيفرسون هول، فريدي فوكس، غايل رانكين، توم بينيت، وسيمون روسل بيل. يمثل هذا أول ظهور لفوكس في دور السير جواين هايتاور، ورانكين في دور آليس ريفرز، وبيل في دور السير يمون سترونج. تم الإعلان عن اختيارهم في أبريل 2023. ظهر جواين هايتاور سابقًا في الحلقة الافتتاحية للمسلسل، والذي صوره ممثل غير معتمد.
لعبت ميلي آلكوك دور الضيف لتعيد تمثيل دورها كرينيرا تارجارين الشابة. على الرغم من وفاة شخصياتهم في الحلقة السابقة، ظل إليوت ولوك تيتنسور مدرجين في الاعتمادات النهائية للحلقة لظهورهما كجثث إريك وآريك، على التوالي، بمناسبة ظهورهما الأخير في المسلسل.

## الاستقبال

### التقييمات
في الولايات المتحدة، شاهد ما يقدر بنحو 1.1 مليون مشاهد حلقة «الطاحونة المحترقة» خلال بثها الأول على شبكة إتش بي أو وحدها في 30 يونيو 2024. وكان هذا انخفاضًا بنسبة 10.7% عن الحلقة السابقة.

### الاستقبال النقدي
في مجمع المراجعة روتن توميتوز، حصلت الحلقة على نسبة موافقة 92% بناءً على 12 مراجعة، بمتوسط تقييم 7.7/10.
. أليك بوجالاد من دن أوف جيك أعطاها 4 من أصل 5 نجوم وقال: «[الحلقة] عبارة عن جزء فوضوي سردي يتميز بنهاية صعبة لوجستيًا. ولحسن الحظ، فإن معركة الطاحونة المحترقة في بداية الحلقة تحافظ على كل شيء في موضوع قوي». قام جيمس هانت من سكرين رانت أيضًا بتقييمها بـ4 من أصل 5 نجوم وخص بالذكر لم شمل أليسنت ورينيرا، وعودة آلكوك كرينيرا الشابة، والمشاهد في هارِنهال، وتطوّر شخصية ديمون، ومشهد بيت الدعارة في إيموند وإجون كأبرز أحداث الحلقة.

## الملاحظات
1. ↑  كما هو مبين في حلقة «سيد المد والجزر»

## وصلات خارجية
- الطاحونة المحترقة على موقع IMDb (الإنجليزية)
- الطاحونة المحترقة على موقع ميتاكريتيك (الإنجليزية)
- الطاحونة المحترقة على موقع روتن توميتوز (الإنجليزية)